# Kenan Yontunç

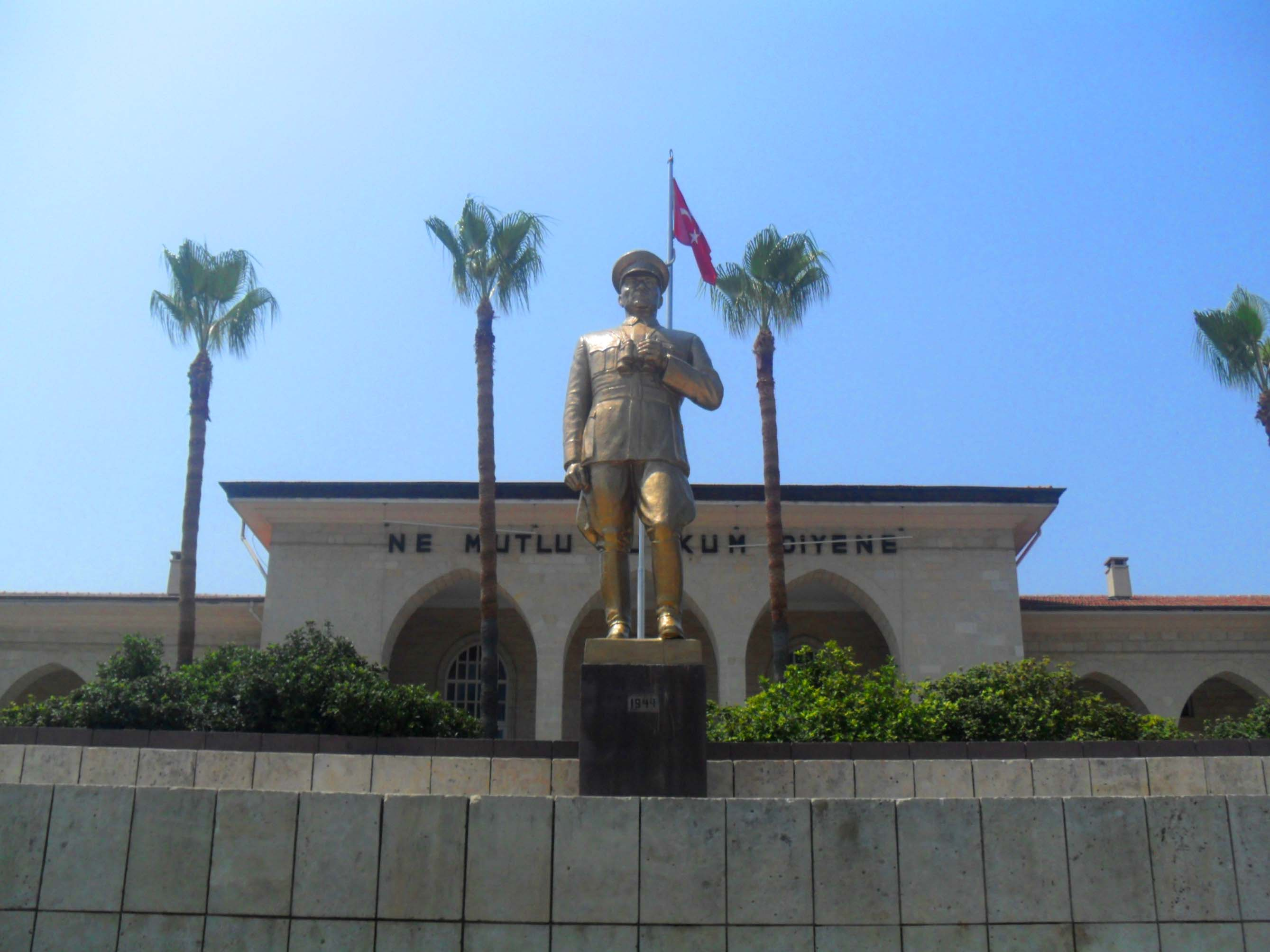
Mersin városában M. K. Atatürkről készített szobra

Kenan Yontunç (1904–1995) török szobrászművész.

## Életrajz
Ahmet Kenan Yontunç 1904-ben született Isztambulban. A Sanayi-i Nefise Mektebi-n (ma: Mimar Szinán Egyetem) tanult, majd 1923-ban Németországba utazott tanulmányútra. 1930-ban visszatért Isztambulba és rajztanárrá, majd 1940-ben pedig professzorrá nevezték ki. 1934-ben kötelezővé tették Törökországban a vezetéknév viselését (kötelező lett annak viselése önkéntes névválasztás alapján), a Yontunç (szobrász) nevet választotta. Később feleségül vette a Török függetlenségi háború tábornokának, Kâzım Sevüktekinnek a lányát, Ferihát.
1927-ben alkotta meg az első mellszobrot Atatürkről, a modern Török Köztársaság megalapítójáról. Ezután Atatürkkel való barátsága miatt is, az alábbi városok főterére kerültek hasonló alkotások: Amasya, Tekirdag, Kırklareli, Çorum, Edirne, Silifke, Elazığ, Isparta, Kastamonu, Mersin, Kayseri, Tarsus. Az egyik leginkább figyelemre méltó alkotása, 1938-ban készített, Atatürk halála után 55 perccel később alkotott halotti maszk.
Az 1940-es években is számos szobrot készített, de ezek közül is kiemelkedik Törökország második elnökéről, Ismet Inönü-ről alkotott büsztje. Az 1950-es évek során az Anıtkabir építésénél több domborművet is faragott.
1969-ben nyugdíjba vonult, 1983-ban a Yapı Kredi Bank támogatásával életmű-kiállítása volt.

## Apróságok
Kenan Yontunç dédunokája  a divattervező Eda Taşpınar.

## Fordítás
- Ez a szócikk részben vagy egészben  a   Kenan Yontunç című török Wikipédia-szócikk fordításán alapul.  Az eredeti cikk szerkesztőit annak laptörténete sorolja fel. Ez a jelzés csupán a megfogalmazás eredetét és a szerzői jogokat jelzi, nem szolgál a cikkben szereplő információk forrásmegjelöléseként.